# 甘家口街道
甘家口街道是中华人民共和国北京市海淀区下辖的一个街道。

## 历史
甘家口原本是明朝以前就已经存在的自然村，明《顺天府志》记载“甘家口属宛平县玉河乡池水村”:11。甘家口一带在民国时期属于北平市郊六区，1949年1月至7月属第十八区，1949年7月至1950年7月属北京市第十六区:27。1949年7月3日成立马神庙行政村:7，1950年8月1日至1952年8月31日属第十三区:27。1953年5月，马神庙行政村改为马神庙乡政府，1957年5月29日撤乡，设立马神庙街道办事处，1958年并入玉渊潭公社，实行政社合一，建立玉渊潭街道办事处:7。
1963年2月13日，经北京市人民委员会同意建立甘家口街道办事处:68，原玉渊潭街道办事处撤销。

## 行政区划
甘家口街道共辖33个社区，分别是：
阜南社区、东钓社区、北沙沟社区、白中社区、白堆子社区、新街社区、花园村社区、西三环四社区、西三环一社区、四道口社区、公安部一所社区、水科院社区、机械院社区、航天社区、建设部社区、工商大学社区、工运学院社区、空军社区、中纺社区、首师大东区社区、63916部队社区、西钓社区、西三环二社区、西三环三社区、进口社区、潘庄社区、甘东社区、阜北社区、甘家口社区、甘西社区、紫南社区、海军社区、新村社区。